# Gamsen VS
| VS ist das Kürzel für den Kanton Wallis in der Schweiz. Es wird verwendet, um Verwechslungen mit anderen Einträgen des Namens Gamsen zu vermeiden. |

Gamsen ist eine Ortschaft in der Munizipalgemeinde Brig-Glis im deutschsprachigen Teil des Schweizer Kanton Wallis, etwa 3 km von Brig entfernt. Sie zählt ca. 550 Einwohner (Stand 1. Januar 2008).

## Wappen
Blasonierung: In Blau, auf rotem Schildfuss, eine silberne Mauerruine mit offenem Tor, überhöht von drei sechsstrahligen goldenen Sternen nebeneinander.

## Geschichte
Das Gebiet von Gamsen ist seit rund 3000 Jahren fast durchgehend bewohnt. Das heutige Oberwallis wurde von den Uberern, einem Stamm der Kelten bewohnt. Sie pflegten enge Kontakte mit den benachbarten und verwandten Lepontiern. Die Uberer wurden 15 v. Chr. ins römische Reich eingegliedert, gehörten der römischen Kultur jedoch nur am Rande an, wie die Ausgrabungen in Gamsen Waldmatte zeigten.
Das Gebiet Gamsen Waldmatte ist für die Erforschung der Siedlungsstrukturen in den Westalpen von besonderer Bedeutung, wie die Auswertungen der von 1988 bis 1999 durchgeführten Ausgrabungen ergaben. Die 12 Jahre andauernden archäologischen Ausgrabungen waren die bis dahin grössten im Kanton Wallis.
Erste gut dokumentierte Funde stammen aus der frühen Eisenzeit (600-450 v. Chr.). Dörfliche Siedlungen reichen von der Bronzezeit bis in die Römerzeit (1. bis 3. Jahrhundert n. Chr.). Vom 4. bis ins 11. Jahrhundert gab es regelmässige Wiederbesiedlungen, wovon Gräber und Gipsofen bezeugen.
Mehrere hundert auf Terrassen angelegte und mit Erdwegen verbundene Wohn-, Landwirtschafts- und Gewerbegebäude (Werkstätten, Lagerhäuser) konnten ausgegraben werden. Die Bauweise (Holz, Lehm mit Stroh, Trockenmauern) und die Tätigkeiten (Bauern- und Hirtengesellschaft) ihrer Bewohner blieb über die Jahrhundert fast unverändert und wurde auch durch die Römer kaum beeinflusst. Sie bauten Hirse, Gerste, Hülsenfrüchte und Obstgärten an, sammelten Beeren und hielten Ziegen und Schafe. Es gab einheimisches Handwerk (Steinobjekte, Bronzeschmuck, Keramik) und über die Alpenpässe (gegen Süden und Norden) importierte Produkte.
Die Burgergemeinde Gamsen entstand im Jahr 1290 und fusionierte 1690 mit Glis.
Um das Dorf Gamsen vor Überschwemmungen durch die Gamsa zu schützen, wurde von den Dorfbewohnern die «Stöckengeteilschaft» (Arbeitskollektiv) gegründet. Zuerst wurde ein Erddamm errichtet, der im 13. Jahrhundert von der Gamsa durchbrochen wurde, worauf eine Mauer erstellt wurde, die 1301 von der Gamsa zerstört wurde. Danach wurde zwischen der Landmauer und der heutigen Stöckmauer eine starke Mauer, der Ifang gebaut. Als der Ifang 1698 vom Geschiebe aufgefüllt war, wurde die drei Meter dicke Stöckenmauer erstellt. Die Stöckengeteilschaft wurde 1897 durch ein Dekret des Grossen Rates ihrer Geteilschaftsarbeit enthoben.

SSE Gamsen an der Gamsa, Flugaufnahme von Walter Mittelholzer am 12. Juli 1918

Das Dorf Nanz im Nanztal wurde 1301 von der Gamsa verschüttet. Die Bewohner mussten ihr Tal verlassen und liessen sich im Gebiet von Gamsen nieder. Dort wurden sie Nanzer genannt und ihr Dorf wurde zum Nanzerdorf, dem ältesten Dorfteil von Gamsen.
Zwischen 1352 und 1355 wurde die Landmauer Gamsen als Wehrmauer auf älteren Mauern errichtet, die gegen Überschwemmungen der Gamsa dienten. Die Eidgenössische Kommission für Denkmalpflege (EKD) stufte sie 1984 als Baudenkmal von nationaler Bedeutung ein.
Die Kapelle Sankt Sebastian wurde zwischen den Jahren 1620 bis 1640 als Dank für den glimpflichen Verlauf der damaligen Pestepidemie zu Ehren des Pestheiligen gebaut. Früher stand vor der Kapelle ein heidnischer Kult- und Opferstein und eine 1652 urkundlich erwähnte Linde diente wahrscheinlich als Versammlungsort.
In den Jahren 1686 und 1757 bis 1764 wurden im obersten Teil des Gamsa-Schuttkegels Dämme gebaut, die die Gamsa von der Landmauer wegleiteten.
Die erste Industrieanlage im Oberwallis begann am 20. Juli 1895 mit der Dynamitproduktion. Die Sprengstofffabrik Société Suisse des Explosifs (SSE) befindet sich am Ausgang des Nanztals am Ufer der Gamsa.
1950 versuchte Gamsen, wieder eine selbständige Gemeinde zu werden, was vom Grossen Rat jedoch abgelehnt wurde. Die Interessen der Dorfschaft wurden seit 1954 von der «Kommission zur Auszahlung der Kalkschlammentschädigung» (Karbidschlammablagerung der Lonza Werke) wahrgenommen, aus der in den 1970ern die Interessengemeinschaft der Dorfschaft Gamsen hervorging.
Am 1. Januar 1972 fusionierte die Munizipalgemeinde Glis-Gamsen mit der Stadtgemeinde Brig. Die drei selbständigen Burgergemeinden Brig, Glis und Brigerbad wurden damals laut Gesetz bei der Gemeindefusion als Burgergemeinde Brig-Glis zwangsfusioniert. Heute gilt Gamsen vor allem als Industriegebiet von Brig, wobei lediglich der Teil an der Rhone von der Industrie genutzt wird. Das Dorf selbst liegt 200 Meter entfernt.

## Verkehr
Gamsen ist von Brig und von Visp her gut mit folgenden Verkehrsmittel zu erreichen:
- Postauto (Saas-Fee-Visp-Brigerbad-Brig)
- Zug bis Brig oder Visp (umsteigen in einen Bus erforderlich)
- Per Auto gut zu erreichen über die Kantonsstrasse von Brig oder Visp. (nicht Autobahn A9)

Von 1951 bis 1984 verband eine Seilbahn Gamsen mit Mund, das bis 1978 nur über einen Saumweg erreicht werden konnte. Die frühere Haltestelle Gamsen der Brig-Visp-Zermatt-Bahn BVZ (jetzt Matterhorn-Gotthard-Bahn MGB) wurde Anfang der 1990er-Jahre aufgegeben, nachdem die dort beginnende Seilbahn nach Mund stillgelegt worden war.

## Schule
Gamsen hat ein eigenes Schulhaus, in dem aber nur die 5./6. Klasse unterrichtet werden. Der Kindergarten befindet sich in Brigerbad. Die Schüler werden am Morgen vom Schulbus geholt und nach der Schule wieder nach Hause gebracht. Die Orientierungsschule und das Gymnasium befinden sich in Brig. Seit dem Schuljahr 2010/2011 gehen die Schüler der 1. bis 6. Klasse aus den Ortschaften Gamsen und Brigerbad nach Glis in die Unterstufe, somit wurde die Schule in Gamsen geschlossen.

## Sehenswürdigkeiten
Gamsen verfügt neben der alten Kapelle über eine Reihe von historischen Wohn- und Nutzbauten im Haustyp des Obergommerhauses, die im Rahmen des Dorfrundgangs besichtigt werden:
- Kapelle Sankt Sebastian im Zentrum des Dorfes (Alte Landstrasse) ⊙
- Stadel mit Stadelbein und Mäuseplatte, Aspengasse, 16./17. Jh. (Gebäudeinventar Brig-Glis 1991, Objekt Nr. 51) ⊙
- Ältestes, ehemaliges Wohnhaus mit Ökonomieteil, Nanzerdorf von 1350 (Objekt Nr. 47) ⊙
- Speicher ohne Unterbau, Steckweg (Objekte Nr. 36) ⊙
- Stadel mit Stadelbein und Mäuseplatte am Steckweg ⊙
- Scheune und Stall für Grossvieh, Steckweg ⊙
- Scheune für Schilfhalme, 18. Jh. (Objekt Nr. 37) ⊙
- Stadel mit Kornkammer und Unterbau für Fuhrpark, Steckweg, 18. Jh. (Objekt Nr. 38) ⊙
- Stadel mit Speicher und Stall für Kleinvieh, Steckweg, 18. Jh. (Objekt Nr.  39) ⊙
- Alte Mühle/Gerberei, Steckweg 46 von 1520 ⊙
- ältestes bewohntes Wohnhaus von 1460, Sandweg ⊙
- Wohnhaus mit Scheune und Stall, Wuhrgasse 26 von 1750 (Objekt Nr. 28)⊙
- Wohnhaus Landstrasse 5 von 1670 (Objekt Nr. 16)⊙
- Stöckenmauer gegen die Gamsa von 1698, im Gebiet Stöcken[4]⊙
- Landmauer Gamsen, eine mittelalterliche Letzi, welche als Verteidigungsanlage gegen die Savoyer diente[5]⊙